# Hunter Stockton Thompson
Hunter Stockton Thompson (Louisville, 18 luglio 1937 – Woody Creek, 20 febbraio 2005) è stato un giornalista e scrittore statunitense.

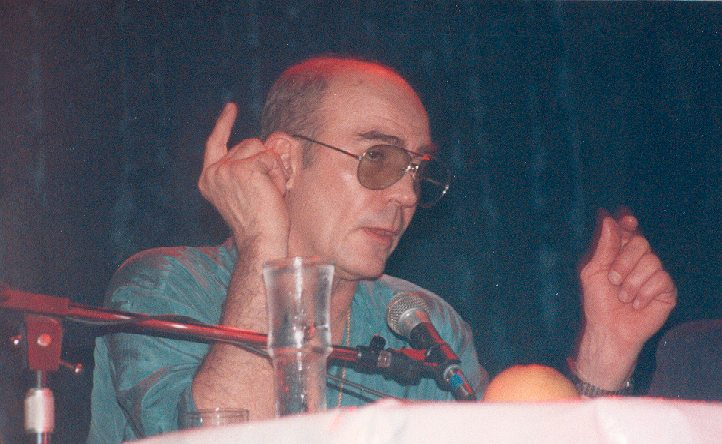
Hunter S. Thompson nel 1989

È famoso per aver creato il cosiddetto gonzo journalism, uno stile di scrittura che combina il giornalismo convenzionale, le impressioni personali e gli artifici narrativi del racconto per produrre un personale punto di vista sugli avvenimenti e le situazioni.

## Pseudonimi
Thompson spesso fa riferimento a se stesso come "Raoul Duke", "Dr. Gonzo" o "Dr. Duke". Ha ricevuto quest'ultimo titolo (dottore in teologia) per corrispondenza dalla Chiesa della Nuova Verità negli anni sessanta. A lui è ispirato il personaggio di Zio Duke della striscia a fumetti Doonesbury di Garry Trudeau.

## Biografia
Agli inizi Thompson è stato giornalista sportivo per diverse riviste. Ha lavorato per Rolling Stone dalla fine degli anni sessanta e per tutti i settanta e ha pubblicato diversi libri e numerosi articoli. Lo stile dei reportage di Thompson mescola i fatti alle sue esperienze stupefacenti, ne è un esempio Paura e disgusto a Las Vegas: pubblicato nel 1971, è un resoconto del viaggio che Thompson fece (insieme al suo avvocato Oscar Zeta Acosta) per seguire dapprima la Mint 400, una corsa motociclistica nel deserto, e successivamente i lavori della conferenza antidroga dell'Associazione nazionale dei procuratori distrettuali. In realtà, Thompson e Acosta si mettono alla ricerca del sogno americano a Las Vegas, con l'aiuto di notevoli quantità di LSD, etere, stramonio, mescalina e numerose altre droghe. A tale vicenda è ispirato il film Paura e delirio a Las Vegas, girato nel 1998 da Terry Gilliam, con Johnny Depp nel ruolo dello stesso Thompson e Benicio del Toro in quello del suo avvocato.
Gli altri libri di Thompson includono Fear and Loathing on the Campaign Trail '72, un'antologia di articoli scritti per la rivista Rolling Stone durante la campagna elettorale del Presidente Richard Nixon e del suo avversario, il Senatore George McGovern, e Hell's Angels, un resoconto dei suoi viaggi con la famigerata banda motociclistica. Il suo ultimo libro, Kingdom of Fear, è un appassionato commento sulla morte del Secolo Americano. Thompson ha curato una rubrica, dal titolo Hey Rube, per l'edizione in linea una testata sportiva ESPN. Spesso ha intrapreso cicli di conferenze, una volta anche con John Belushi.
Thompson era un devoto simpatizzante delle armi da fuoco ed è risaputo che conservasse un deposito di polvere da sparo in cantina.
Una biografia di Thompson è rintracciabile anche nell'edizione italiana di Paura e disgusto a Las Vegas, tradotta da Sandro Veronesi, la quale contiene in appendice la Piccola Enciclopedia Psichedelica, un elenco di oltre 200 voci redatte da scrittori, registi, critici cinematografici e musicali, storici e giornalisti. Thompson è morto con un colpo d'arma da fuoco nella sua abitazione presso Aspen, nel Colorado, il 20 febbraio 2005. Ufficialmente si tratta di suicidio, anche se qualcuno, come Paul William Roberts, giornalista e amico dello scrittore, sostiene invece che sia stato ucciso.

## Morte
Alle 17:42 del 20 febbraio 2005, Thompson è morto per una ferita d'arma da fuoco autoinflitta alla testa nella Owl Farm, la sua dimora a Woody Creek, in Colorado. Il figlio Juan, la nuora Jennifer e il nipote erano lì in visita per il fine settimana. Sua moglie Anita, che si trovava all'Aspen Club, era al telefono con lui quando ha armato la pistola. Anita ha detto di aver scambiato il rumore dello sparo per il suono dei tasti della macchina da scrivere e di aver riagganciato mentre lui si sparava. Will e Jennifer erano nella stanza accanto quando hanno sentito lo sparo, ma hanno scambiato il suono per il rumore di un libro che cadeva e non hanno controllato Thompson immediatamente. È stato Juan Thompson a trovare il corpo del padre, secondo il rapporto della polizia e i registri del cellulare di Anita, ha chiamato l'ufficio dello sceriffo mezz'ora dopo, poi è uscito fuori e ha sparato tre colpi di fucile da caccia in aria per "segnare la morte del padre".
Anni di abuso di alcol e cocaina hanno contribuito al suo problema di depressione. La cerchia ristretta di Thompson ha dichiarato alla stampa che era depresso e che sempre trovava febbraio un mese "cupo", con la stagione del football finita e il clima rigido dell'inverno del Colorado. Era anche turbato dall'avanzare dell'età e dai problemi medici cronici, tra cui una protesi all'anca. Rolling Stone ha pubblicato quello che Douglas Brinkley ha descritto come un biglietto d'addio scritto da Thompson alla moglie, intitolato La stagione del football è finita. Vi si leggeva:
Hunter Thompson aveva chiesto nel testamento che le sue ceneri venissero sparate nel cielo del Colorado. Johnny Depp, grande amico dello scrittore, organizzò una grande festa il 20 agosto 2005 durante la quale le ceneri di Thompson furono sparate in cielo con un cannone. "Hunter era un eroe e il mio migliore amico. Voglio che i suoi desideri siano esauditi", ha detto Depp in un'intervista. Il Biografilm Festival di Bologna del 2008, tra gli altri, è stato dedicato anche allo scrittore.

## Cinema
- Insieme al vicino di casa Don Johnson scrisse una bozza del primo copione di un film, poi tramutato in serie TV (Nash Bridges), che parlava di un poliziotto tossicodipendente, Nash, che deve incontrare la figlia di un gangster accompagnata dal suo partner latinoamericano.
- Il film Paura e delirio a Las Vegas è ispirato al romanzo di Thompson Paura e disgusto a Las Vegas, in cui lo scrittore usa lo pseudonimo di Raoul Duke, mentre l'avvocato Oscar Zeta Acosta viene chiamato Dr. Gonzo. Gli stessi personaggi erano già stati portati sul grande schermo.
- Un film tratto dal romanzo di Thompson Cronache del Rum (The Rum Diary) è stato più volte rimandato, finché nel 2011 l'attore statunitense Johnny Depp, già protagonista di Paura e Delirio a Las Vegas, ha prodotto ed interpretato il film The Rum Diary - Cronache di una passione,[7] diretto da Bruce Robinson[8]. I diritti del libro erano stati acquistati dalla Infinitum Nihil, la casa di produzione di Depp, mentre l'adattamento per il cinema è stato affidato alla Warner Bros.[9]. Johnny Depp è stato il primo attore a prendere parte al film nel ruolo del protagonista. In seguito anche Amber Heard è stata confermata nel ruolo di Chenault[10]. Aaron Eckhart, e il candidato all'Oscar Richard Jenkins hanno interpretato rispettivamente il ruolo di Sanderson, un proprietario terriero convinto che tutto abbia un prezzo, e quello di Lotterman, un responsabile del giornale in cui lavora Kemp[11].
- Nel 2008, Alex Gibney dirige Gonzo: The Life and Work of Dr. Hunter S. Thompson, un documentario biografico che ritrae, attraverso interviste e commenti ai familiari e agli amici di Thompson, la figura dello scrittore[12].

## Opere in inglese
- Hell's Angels: A Strange and Terrible Saga, Random House, 1967
- Fear and Loathing in Las Vegas, A Savage Journey to the Heart of the American Dream, Random House, 1971
- Fear and Loathing: On the Campaign Trail 72, San Francisco, Straight Arrow Books, 1973
- Gonzo Papers, Vol. 1: The Great Shark Hunt: Strange Tales from a Strange Time, Summit Books, 1979
- The Curse of Lono (illustrated by Ralph Steadman), Bantam Books, 1983
- Gonzo Papers, Vol. 2: Generation of Swine: Tales of Shame and Degradation in the '80s, Summit Books, 1988
- Gonzo Papers, Vol. 3: Songs of the Doomed: More Notes on the Death of the American Dream, Simon & Schuster, 1990
- Gonzo Papers, Vol. 4: Better Than Sex: Confessions of a Political Junkie, Random House Publishing Group, 1994
- The Fear and Loathing Letters, Vol. 1: The Proud Highway: The Saga of a Desperate Southern Gentleman 1955–1967, Random House, 1997
- The Rum Diary: The Long Lost Novel, Simon & Schuster, 1998
- Screw-Jack, Simon & Schuster, 2000
- Fear and Loathing in America: The Brutal Odyssey of an Outlaw Journalist 1968–1976, Simon & Schuster, 2000
- Kingdom of Fear: Loathsome Secrets of a Star-Crossed Child in the Final Days of the American Century, Simon & Schuster, 2003
- Hey Rube: Blood Sport, the Bush Doctrine, and the Downward Spiral of Dumbness Modern History from the Sports Desk, Simon & Schuster, 2004
- Gonzo: Photographs by Hunter S. Thompson, AMMO Books, 2006
- Happy Birthday, Jack Nicholson, Penguin Books, 2005
- Fear and Loathing at Rolling Stone: The Essential Writings of Hunter S. Thompson, Simon & Schuster, 2011

## Opere in italiano
- Paura e Disgusto a Las Vegas, una selvaggia cavalcata nel cuore del sogno americano (Bompiani, 1996)
- Hell's Angels (Shake Edizioni, 1998) ristampa Baldini Castoldi Dalai, 2008
- Meglio del sesso, i mille modi per eleggere un presidente USA (Bompiani, 1999)
- Meglio del sesso, confessioni di un drogato della politica (Baldini Castoldi Dalai, 2009)
- Cronache del rum (Baldini Castoldi Dalai, 2007)
- Screwjack (Baldini Castoldi Dalai, 2008)
- Hey Rube - Sport violenti, la dottrina di Bush e la spirale discendente dell'idiozia. Storia moderna dalla pagina dello sport (Fandango, 2009)
- Paure, deliri e la grande pesca allo squalo (Baldini Castoldi Dalai, 2010)